# 伊亞火山
伊亞火山是一座位於印度尼西亞弗洛勒斯島的火山，其類型為複式火山，位在恩德的南方。